# Saumoduc

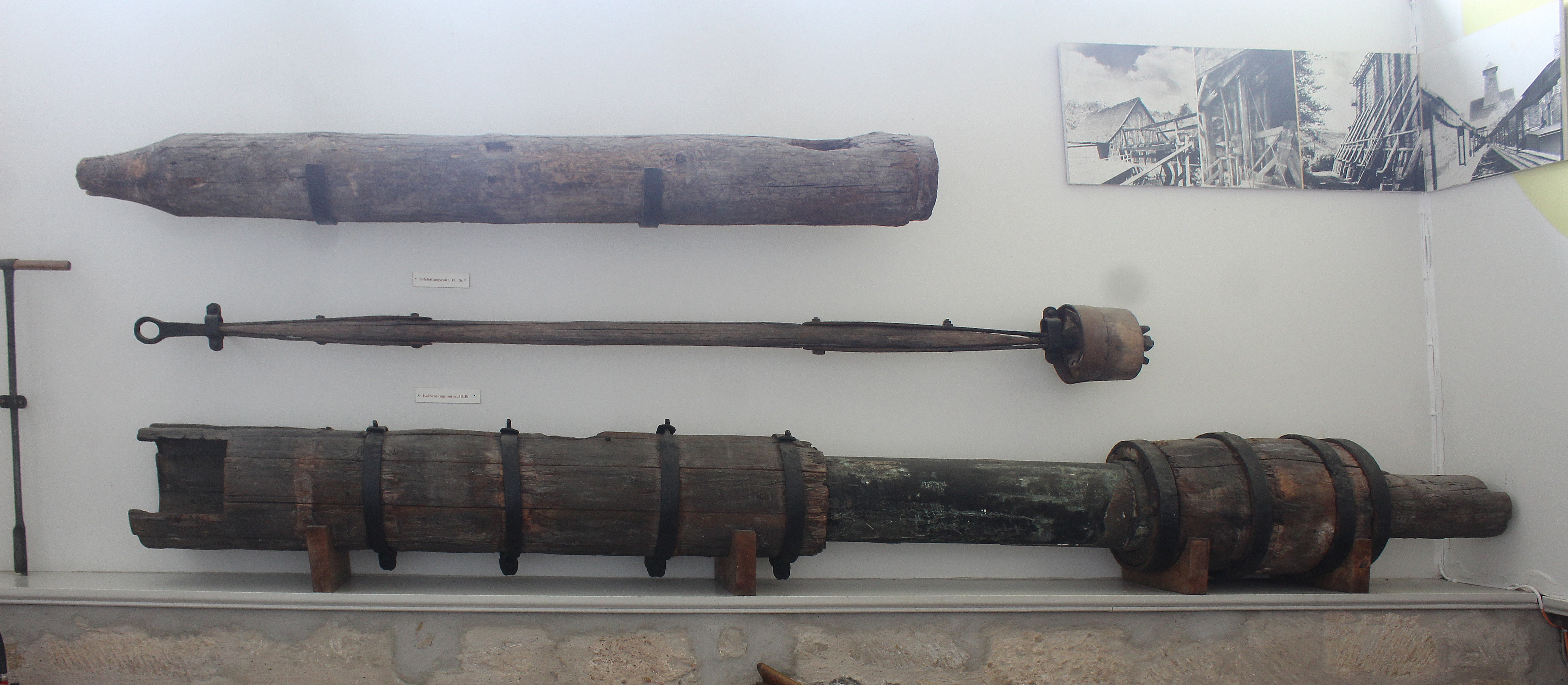
Canalisations pour le transport de la saumure (musée de la Romanisches Haus de Bad Kösen en Allemagne).

Un saumoduc est une canalisation destinée à transporter de la saumure, c'est-à-dire de l'eau chargée en chlorure de sodium (sel).
Les saumoducs sont généralement des canalisations industrielles, amenant la saumure depuis des lieux de production (marais salants, cavités salines, mines de sel gemme…) vers des usines de transformation (salines).

## Fabrication
Beaucoup d'anciens saumoducs étaient des conduites en bois. Dans le passé, les techniques métallurgiques n'étaient pas connues ou maîtrisées ; les saumoducs étaient réalisés en bois et ne couvraient que de petites distances. Cependant, en Franche-Comté (France), le saumoduc de Salins-les-Bains à Arc-et-Senans est un exemple d'ouvrage remarquable par ses dimensions et son mode de fabrication.
Aujourd'hui, les saumoducs sont fabriqués en tubes d'acier soudés bout à bout et revêtus intérieurement pour limiter la corrosion provoquée par l'eau salée qui est un liquide très agressif. On peut suivre le tracé d'un ancien saumoduc en parcourant le Sentier du Sel, un sentier didactique de 12,5 km situé dans le Chablais vaudois, en Suisse romande.
Les matériaux composites sont probablement l'avenir durable pour cette application. Les GRE W (Glass Reinforced Epoxy  Wavistrong), sont totalement résistants à la corrosion par la saumure et permettent une très longue durée de vie sans corrosion car fabriqués en verre et en époxy. Ces tuyaux permettent de meilleurs débits, la protection du milieu environnemental, et aussi une faible empreinte carbone et le plus faible coût sur cycle de vie. 

## Saumoducs dans le monde

### Allemagne et Belgique
- L'usine intégrée Solvay de Jemeppe-sur-Sambre[2], en Belgique, est alimentée en saumure (300 grammes/litre) à partir d'une mine de sel située à Borth (de) (Rheinberg), en Allemagne, via un saumoduc, construit en 1972, de 270 kilomètres.

### France
- Le saumoduc de Salins-les-Bains à Arc-et-Senans
- Le saumoduc de Géosel (stockage d’hydrocarbures) de Manosque aux étangs de Lavalduc et Engrenier[3]
- Les Mines de potasse d'Alsace ont rejeté une partie de leurs déchets salés (chlorure de sodium) vers le Rhin sous forme de saumure via un saumoduc.